# کونستانتین بسکوف
کونستانتین بسکوف (روسی: Константи́н Ива́нович Бе́сков؛ ۱۸ نوامبر ۱۹۲۰ – ۶ مهٔ ۲۰۰۶) بازیکن و مربی فوتبال اهل اتحاد جماهیر شوروی سوسیالیستی بود.
وی همچنین برندهٔ جوایزی همچون نشان لنین و مدال دفاع از مسکو شده‌است.
از باشگاه‌هایی که در آن بازی کرده‌است می‌توان به باشگاه فوتبال دینامو مسکو اشاره کرد.